# Carl Piper (1620–1650)
Carl Piper, född 16 september 1620 i Viborg, död 4 juni 1650 i Stockholm, var en svensk häradshövding.

## Biografi
Carl Piper föddes 1620 i Viborg. Han var son till handlanden Bernt Piper och Maria Henriksdotter Stråhlman. Piper blev 1637 kammarskrivare i kammarkollegiets andra avräkningskontor och 10 oktober 1642 kammarförvant i första avräkningskontoret. Fick personligt lönetillägg 12 december 1645 och blev 28 september 1646 kamrer i krigskollegium. Från 1646 var han även häradshövding i Övertjurbo härad och Yttertjurbo härad i Salbergs län. Piper avled 1650 i Stockholm och begravdes 9 juni samma år i Storkyrkan.

### Familj
Piper gifte sig 1 september 1644 med Ingrid Ekenbom (1627–1703), dotter av rådmannen Carl Hansson och Elisabet Andersdotter i Stockholm. De fick tillsammans sonen greve Carl Piper (1647-1716). Efter Pipers död gifte Ekenbom om sig med borgmästaren Hans Olofsson Törne i Stockholm.